# Бакиев, Худойназар Гаибович
Худойназар Гаибович Бакиев (тадж. Боқиев Худойназар Ғоибович; 8 марта 1951, село Ханакаи Кухи, Гиссарский район — 29 мая 2012, район Рудаки) — таджикский борец, дзюдоист, мастер спорта Таджикистана (1975), мастер спорта Таджикская ССР (1976), помощник тренера спорта Таджикской ССР (1988 г.), Отличник образования Таджикистана (1999 г.), Заслуженный деятель спорта Таджикистана (2002 г.).

## Биография
Окончил Душанбинский техникум физической культуры (1970). В 1970—1975 годах — учитель физкультуры в ПТУ № 49 Ленинского района, в 1975—1980 годах — тренер ДСО «Хосилот», в 1980—1985 годах — старший тренер детско-юношеская спортивная школа № 1 (ныне Специальная спортивная школа по дзюдо) района Рудаки. С 2010 года директор этой школы. Худойназар Бакиев принимал участие во многих спортивных соревнованиях Таджикистана и СССР, неоднократно побеждал и завоевывал медали и награды. 49-кратный чемпион Таджикистана по дзюдо и самбо. Худойназар Бакиев внес большой вклад в подготовку молодых таджикских борцов.
Его учениками и детьми являются известные борцы республики Расул, Рустам и Алишер Бакиевы.

## Награды
Награждён Почетной грамотой Президиума Верховного Совета Таджикской ССР (1979 г.), Почетной грамотой Президента Республики Таджикистан (1996 г.), медалью «За безупречную службу».